# Michał Paluta
Michał Paluta (4 de outubro de 1995) é um ciclista profissional polaco que corre atualmente na equipa CCC Team.

## Palmarés
- 2016
  - 1 etapa da Carpathia Couriers Paths

- 2019
- Campeonato da Polónia em Estrada  [2]

## Resultados em Grandes Voltas
| Corrida | Corrida         | 2015 | 2016 | 2017 | 2018 | 2019 | 2020  |
| ------- | --------------- | ---- | ---- | ---- | ---- | ---- | ----- |
|         | Giro d'Italia   | —    | —    | —    | —    | —    | —     |
|         | Tour de France  | —    | —    | —    | —    | —    | —     |
|         | Volta a Espanha | —    | —    | —    | —    | —    | 118.º |

—: não participa
Ab.: abandono